# Українсько-сирійські відносини
Українсько-сирійські відносини — відносини між Україною та Сирійською Арабською Республікою. Дипломатичні відносини між Україною та Сирією були вперше встановлені у 1992 році, але у 2022 році були розірвані через визнання Сирією незалежності «ДНР» та «ЛНР». У 2024 році режим Башара Асада було повалено, через що планується відновлення дипломатичних відносин.
Захист інтересів українців в Сирії здійснює українське посольство в Лівані.

## Історія

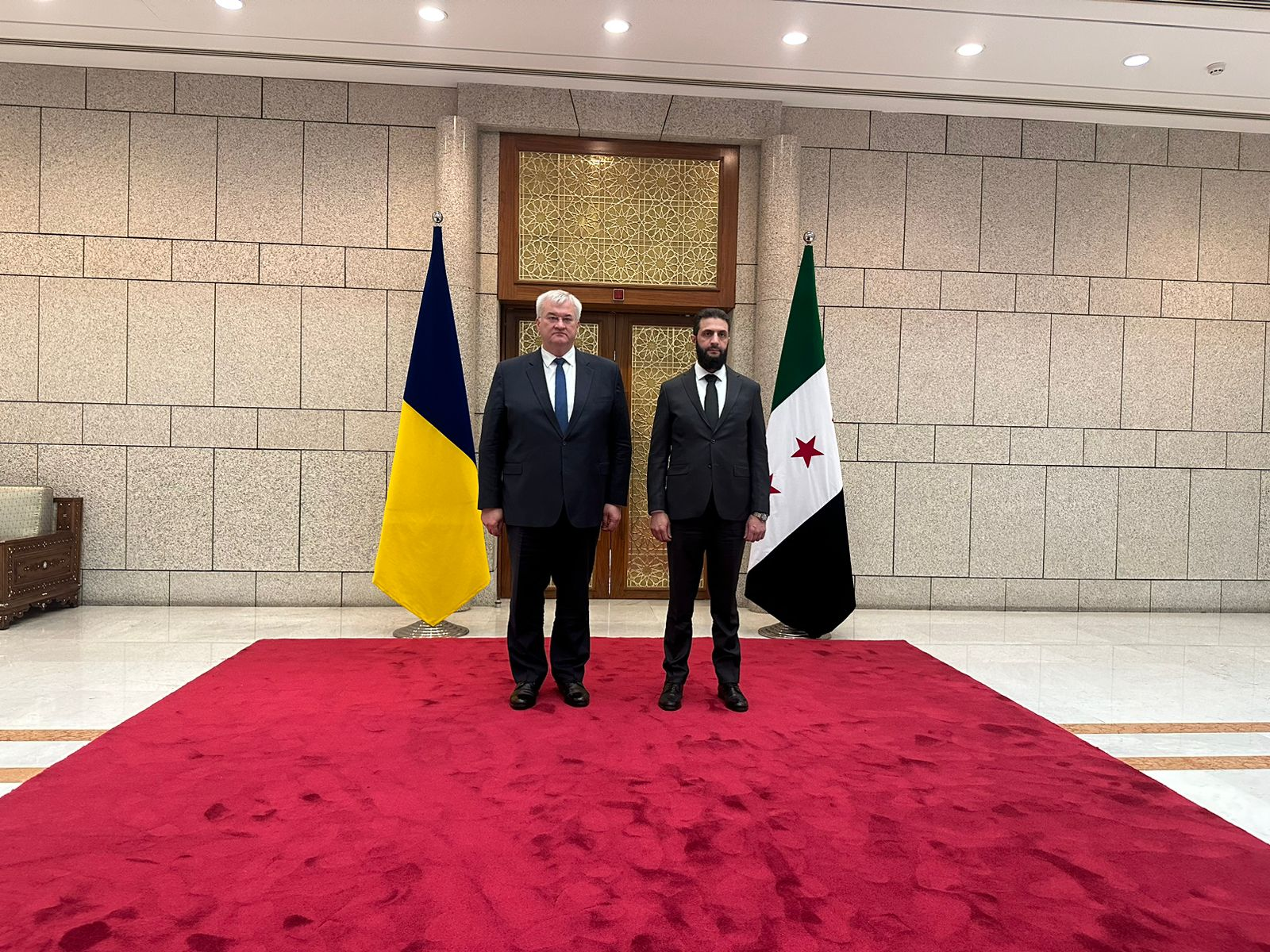
Візит міністра закордонних справ України до Сирії 30 грудня 2024 року

Сирія визнала незалежність України 28 грудня 1991 року. Країни встановили дипломатичні відносини 31 березня 1992 року. 
З початком громадянської війни в Сирії у 2011 році Сирія політично зблизилася з Російською Федерацією. У зв’язку зі злочинами режиму Башара Асада проти сирійського народу українська сторона закрила посольство України в Дамаску у 2016 році, а у 2018 році наказала закрити посольство Сирії в Києві. Пізніше Башар аль-Асад був внесений до списку Центру «Миротворець» за свідому організацію порушення Державного кордону України неповнолітніми дітьми з метою проникнення в окупований Росією Крим, участь в протиукраїнських пропагандистських заходах Росії, а також за участь у спробах легалізації анексії АР Крим. 
29 червня 2022 року Сирія визнала незалежність ЛДНР, після чого 30 червня 2022 року Україна розірвала відносини з Сирією.
На початку грудня 2024 року на тлі масштабного наступу повстанців у Сирії у ЗМІ почала з'являтися непідтверджена інформація про тренування антиурядових сил українською військовою розвідкою.
Після падіння режиму Башара Асада, 30 грудня 2024 року міністр закордонних справ України Андрій Сибіга здійснив візит до Сирії, де провів переговори з керівництвом сирійської адміністрації — її лідером Ахмадом аш-Шараа, Прем'єр-міністром Мохамедом Аль-Башіром і міністром закордонних справ Асаадом Хасаном аш-Шейбані. В ході зустрічі були обговорені шляхи відновлення двосторонніх дипломатичних відносин.